# FDE
FDE (engl. Full-Disk Encryption) je tehnologija koja pomoću posebnog čipa enkriptuje cijeli hard disk na računaru.
Enkripcija kao i dekripcija vrši se na hardverskom nivou, u letu (on-the-fly), nezavisno i transparentno za korisnika i operativni sistem.
Na ovaj način enkriptovan je svaki bit na disku uključujući i Master Boot Record operativnog sistema.